# Terrassa Reds 2018
Questa voce raccoglie le informazioni riguardanti i Terrassa Reds nelle competizioni ufficiali della stagione 2018.

## Maschile

### XXX LCFA Senior

#### Stagione regolare
| 26 novembre 2017, ore 12:30 | Terrassa Reds | 51 – 0 referto | Barcelona Pagesos |  |

| 16 dicembre 2017, ore 16:00 | Barberá Rookies | 8 – 40 referto | Terrassa Reds |  |

| 14 gennaio 2018, ore 12:30 | Terrassa Reds | 20 – 0 referto | Argentona Bocs |  |

| 28 gennaio 2018, ore 12:30 | Terrassa Reds | 30 – 6 referto | Salt Falcons/ Vall d'Aro Senglars |  |

| 10 febbraio 2018, ore 16:30 | Barcelona Uroloki | 20 – 40 referto | Terrassa Reds |  |

| 25 febbraio 2018, ore 11:30 | Vilafranca Eagles | 0 – 31 referto | Terrassa Reds |  |

| 18 marzo 2018, ore 11:00 | Barcelona Búfals | 26 – 10 referto | Terrassa Reds |  |

#### Playoff
| 8 aprile 2018, ore 12:30 | Terrassa Reds | 13 – 0 | Barcelona Búfals |  |

| 21 aprile 2018, ore 17:30 | Terrassa Reds | 19 – 8 | Barberá Rookies |  |

### Statistiche di squadra
| Competizione      | %Vittorie | In casa | In casa | In casa | In casa | In casa | In casa | In trasferta | In trasferta | In trasferta | In trasferta | In trasferta | In trasferta | Totale | Totale | Totale | Totale | Totale | Totale |
| Competizione      | %Vittorie | G       | V       | N       | P       | Pf      | Ps      | G            | V            | N            | P            | Pf           | Ps           | G      | V      | N      | P      | Pf     | Ps     |
| ----------------- | --------- | ------- | ------- | ------- | ------- | ------- | ------- | ------------ | ------------ | ------------ | ------------ | ------------ | ------------ | ------ | ------ | ------ | ------ | ------ | ------ |
| Stagione regolare | .857      | 3       | 3       | 0       | 0       | 101     | 6       | 4            | 3            | 0            | 1            | 121          | 54           | 7      | 6      | 0      | 1      | 222    | 60     |
| Playoff           | 1.000     | 2       | 2       | 0       | 0       | 32      | 8       | 0            | 0            | 0            | 0            | 0            | 0            | 2      | 2      | 0      | 0      | 32     | 8      |
| Totale            | .889      | 5       | 5       | 0       | 0       | 133     | 14      | 4            | 3            | 0            | 2            | 121          | 54           | 9      | 8      | 0      | 1      | 254    | 68     |

## Femminile

### LNFA Femenina 2018

#### Stagione regolare
| Terrassa 21 gennaio 2018, ore 16:00 | Terrassa Reds | 44 – 6 referto | Badalona Dracs | Pistas de Can Jofresa |

| Terrassa 11 febbraio 2018, ore 16:00 | Terrassa Reds | 13 – 12 referto | Barcelona Búfals | Pistas de Can Jofresa |

| Barberà del Vallès 24 febbraio 2018, ore 16:00 | Barberá Rookies | 18 – 6 referto | Terrassa Reds | Instal·lacions de Can Llobet |

| L'Hospitalet de Llobregat 4 marzo 2018, ore 11:00 | L'Hospitalet Pioners | 20 – 12 referto | Terrassa Reds | Estadi La Feixa Llarga |

| Santa Coloma de Gramenet 18 marzo 2018, ore 11:30 | Badalona Dracs | 2 – 13 referto | Terrassa Reds | Campo de Fútbol Badalona Sud |

| Barcellona 15 aprile 2018, ore 14:00 | Barcelona Búfals | 34 – 6 referto | Terrassa Reds | Camp de Futbol de la Barceloneta |

| Terrassa 22 aprile 2018, ore 16:00 | Terrassa Reds | 12 – 43 referto | Barberá Rookies | Campo de Fútbol de Can Boada |

| Terrassa 13 maggio 2018, ore 16:00 | Terrassa Reds | 0 – 16 referto | L'Hospitalet Pioners | Campo de Fútbol de Can Boada |

### Statistiche di squadra
| Competizione      | %Vittorie | In casa | In casa | In casa | In casa | In casa | In casa | In trasferta | In trasferta | In trasferta | In trasferta | In trasferta | In trasferta | Totale | Totale | Totale | Totale | Totale | Totale |
| Competizione      | %Vittorie | G       | V       | N       | P       | Pf      | Ps      | G            | V            | N            | P            | Pf           | Ps           | G      | V      | N      | P      | Pf     | Ps     |
| ----------------- | --------- | ------- | ------- | ------- | ------- | ------- | ------- | ------------ | ------------ | ------------ | ------------ | ------------ | ------------ | ------ | ------ | ------ | ------ | ------ | ------ |
| Stagione regolare | .375      | 4       | 2       | 0       | 2       | 69      | 77      | 4            | 1            | 0            | 3            | 37           | 74           | 8      | 3      | 0      | 5      | 106    | 151    |
| Totale            | .375      | 4       | 2       | 0       | 2       | 69      | 77      | 4            | 1            | 0            | 3            | 37           | 74           | 8      | 3      | 0      | 5      | 106    | 151    |